# 绒毛蛇葡萄
绒毛蛇葡萄（学名：Ampelopsis tomentosa）为葡萄科蛇葡萄属下的一个种。

## 扩展阅读
- 維基物種上的相關：绒毛蛇葡萄